# Rame indéformable
Cet article court présente un sujet plus développé dans : rame automotrice et autorail.
Une rame indéformable, ou plus exactement une rame indivisible ou une rame élémentaire, est une rame ferroviaire dont les éléments ne sont pas conçus pour être détachés les uns des autres en service opérationnel.
Elle peut être :

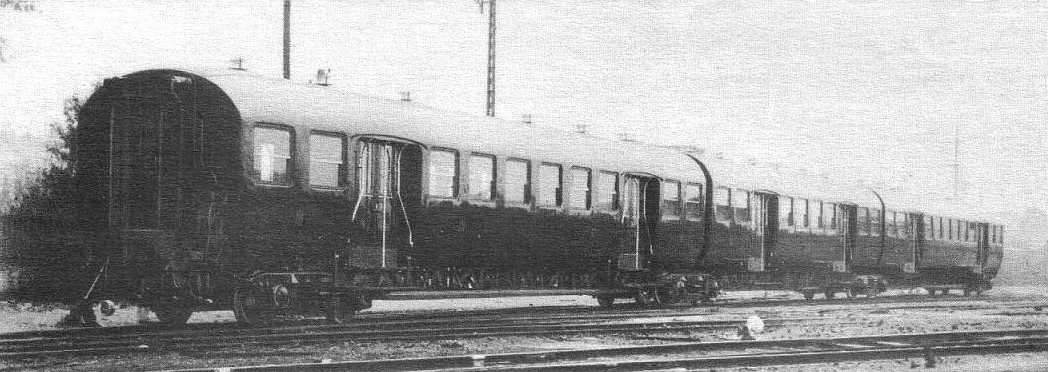
Rame triple (3 voitures de banlieue) des Chemins de fer du Nord.

- une rame automotrice (électrique, thermique…) ;
- une rame de voitures ;
- une rame de wagons.

Le terme « indéformable » est critiquable car la rame est articulée (et se déforme donc en courbes), mais pour les opérateurs elle est « rigide » (non flexible) en ce sens qu'on ne peut pas l’adapter en fonction de la demande de transport.